# Ластивченко, Юрий Иванович
Георгий (Юрий) Иванович Ластовченко (Ластивченко) (7 апреля 1887 — 15 декабря 1917) — русский офицер, командир батальона Украинского Богдана Хмельницкого пехотного полка — первой украинской воинской части в составе Русской императорской армии; с ноября 1917 — командир этого же полка (1-го Украинского имени Богдана Хмельницкого казацкого полка армии УНР).

## Биография
Родился в Чернигове, в семье народного учителя. Окончил Новозыбковское реальное училище.
1 июля 1907 года поступил в Алексеевское военное училище, однако уже 23 апреля 1909 года, накануне выпуска, по неизвестным причинам был отчислен из училища и отправлен рядовым в 102-й пехотный Петрозаводский полк.
1 сентября 1909 года был принят в старший класс Санкт-Петербургского пехотного юнкерского училища, по окончании которого, 6 августа 1910 года, выпущен подпоручиком в 42-й пехотный Якутский полк (г. Кременец).

### Первая мировая война
В составе 42-го пехотного полка сражался на фронтах Первой мировой войне, был дважды ранен, награждён пятью боевыми орденами.
С 1916 года — офицер 2-й школы подготовки прапорщиков пехоты Юго-Западного фронта в Житомире. Последний чин в Русской императорской армии — штабс-капитан. (В некрологе указан чин - подъесаул)
С августа 1917 года — командир куреня (батальона) Украинского Богдана Хмельницкого пехотного полка (1-го Украинского имени Богдана Хмельницкого казацкого полка). С ноября 1917 — командир этого же полка, вошедшего в состав создаваемой армии УНР.
В ноябре 1917 полк прибыл в Полтаву. В городе шла ожесточённая борьба за власть. Командир украинского полка Ластовченко одновременно исполнял обязанности командующего войсками УНР полтавского гарнизона.
Вечером 15(28) декабря 1917 года в Полтаве, в гостинице «Европейской», Ластовченко был убит анархо-коммунистом Дунайским.